# Barthélemy Batantu

Barthélémy Batantu (1925 - 2004) est un prêtre catholique congolais, qui fut archevêque de Brazzaville, en république du Congo.

## Biographie

### Jeunesse et formation
Barthélémy Batantu est né à Mayala (paroisse de Linzolo), le 13 juillet 1925, de Massengo Jean, son père et de N’Sansi Nzouzi Pauline, sa mère, tous deux féticheurs. Après avoir suivi des cours de catéchisme à Linzolo, auprès du Père Schaub, il est baptisé le 23 avril 1938. Et la même année, le jeune Batantu commence sa scolarité à l’école primaire saint-Joseph de Bacongo, avant de se rendre, ensuite, à l’école de sainte Jeanne d’Arc, à la Cathédrale où il termine son cycle primaire.
En 1945, il entre au Petit séminaire de Mbamou. Il y aura comme directeur de séminaire, le Père Jean Morizur. En octobre 1951, Barthélémy Batantu entre au Grand séminaire Libermann de Brazzaville, pour trois années de philosophie scolastique. En octobre 1955, il repart au Grand séminaire, pour quatre années de théologie. 
Juste après son ordination, en octobre 1959, l’abbé Batantu poursuit ses études au Grand séminaire et à l’Institut catholique d’Angers. il y consolide ses connaissances théologiques et musicales.

### Prêtre
Le 28 juin 1959, il est ordonné prêtre par Mgr Michel Bernard, alors Archevêque de Brazzaville. 
En octobre 1960, l’Abbé Batantu est affecté à la paroisse Notre-Dame du Rosaire de Bacongo, en qualité de troisième vicaire paroissial de l’abbé Théophile Mbemba, alors curé depuis 1956 et futur archevêque de Brazzaville. L’abbé Batantu y passera 18 ans : 5 ans comme vicaire et 13 ans comme curé. C’est au cours de cette période qu’il va déployer ses talents de pasteur, d’éducateur, de catéchiste et de musicien.
Passionné de musique, ce griot de Dieu a fondé le fameux groupe des Scholas populaires, dans le souci combien légitime de christianiser les coutumes, pour reprendre sa propre expression. Il a composé des chants liturgiques et profanes.

### Évêque
Après l'assassinat du Cardinal Émile Biayenda, le 23 mars 1977, c’est Mgr Louis Badila, le Vicaire capitulaire, qui assure les deux ans d’intérim. Le 11 novembre 1978, Rome nomme un nouvel Archevêque.
Barthélémy Batantu est ordonné évêque le 11 février 1979, en la fête de Notre-Dame de Lourdes, à Rome, sous le pontificat de Jean-Paul II, des mains de Mgr Duraisamy Simon Lourdusamy, secrétaire de la Congrégation pour l'évangélisation des peuples. Les co-consécrateurs sont l'évêque de Brazzaville Mgr Michel Bernard et l'évêque d'Angers, Mgr Jean Orchampt.
Sa devise d’évêque est: Scio enim cui credidi « Je sais, en effet, en qui j’ai placé ma confiance » (2 Tm 1, 12).
Un évêque auxiliaire lui est donné par Rome, le 23 juillet 1983, en la personne de Mgr Anatole Milandou. Celui-ci sera par la suite nommé évêque de Kinkala le 3 octobre 1987, date à laquelle il quittera Mgr Batantu. 
Le 13 juillet 2000, atteint par la limite d’âge, Mgr Barthélémy Batantu envoie une lettre au Saint-Père, déclarant renoncer à sa charge épiscopale; lettre à laquelle le souverain pontife répond positivement, en nommant Mgr Anatole Milandou nouvel Archevêque de Brazzaville, en date du 1er février 2001.
Avec la prise de fonction par le successeur du siège métropolitain de l’Archidiocèse de Brazzaville, le 1er avril 2001, Mgr Batantu, devenu Archevêque émérite de Brazzaville, se retire dans la paroisse Notre-Dame de l’Assomption où il passera les dernières années.
Le 16 avril 2004, il est admis, à l’hôpital central des armées Pierre Mobengo de Brazzaville et il rend l’âme le 26 avril 2004.